# 児玉果亭

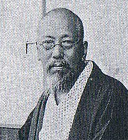
児玉果亭肖像

児玉 果亭（こだま かてい、天保12年1月29日（1841年2月20日） - 大正2年（1913年）1月14日）は明治時代の文人画家。
幼名を丑松。諱は道広、字を士毅。 画号に果亭・果道人・澹々齋・竹遷山房。晩年は果老生・果翁と号した。

## 略伝

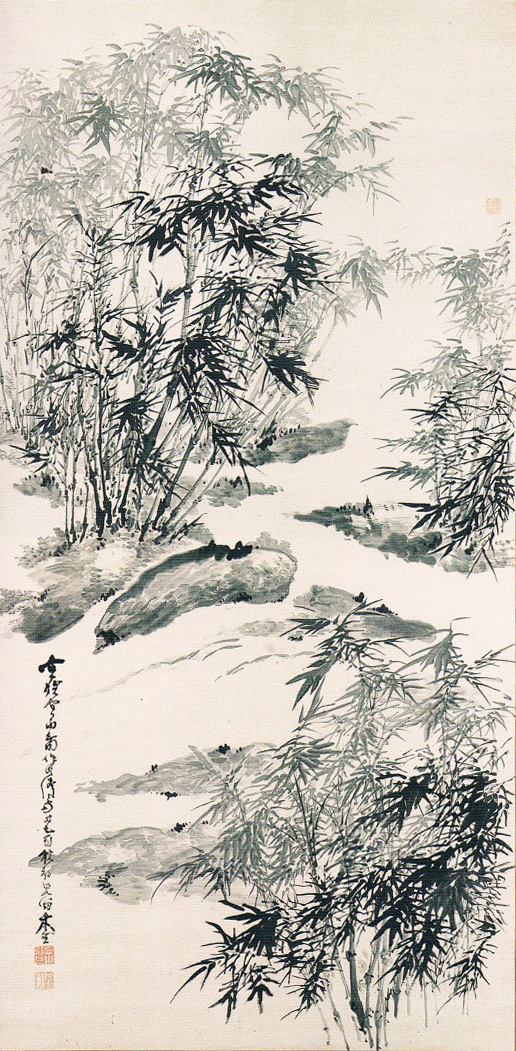
宜煙宜雨図 紙本墨画墨書　成田山新勝寺所蔵

果亭は信州渋温泉で生まれ育ち郷土愛の強い画家として知られる。祖父の要道は信仰心に篤く仏門に帰依し、道釈人物図を能く描いた。父常松は3男であったので分家して温泉宿に商いする雑貨商であったが文武両道に秀で剣道の達人であった。
幼少期の果亭は近隣より神童として知られ、ソロバンを得意とし絵や書を好んだ。佐久間象山は丑松少年が習字するところをみて将来モノになると賞めたという。また人から貰い受けた南画家日根對山の画帖を宝物のように大切にして常日頃模写に励んでいたらしい。
果亭は15歳になると佐久間雲窓に就いて本格的に画技を学んだ。毎朝4時に起きて隣村まで片道6里を歩いて通ったという。師雲窓は谷文晁の孫弟子にあたり沈南蘋風の花鳥画を得意とした。
その後、興隆寺に参禅し畔上楳仙より漢学・経学・禅の指導を受ける。文人としての素養を培うとともに人生の指南役として楳仙を強く慕い、以降様々な形で楳仙の援助を受ける。楳仙の勧めを受けて果亭は京都の田能村直入に入門。
帰郷後に出品作が明治天皇の天覧に浴し、また絵画共進会など中央の展覧会で高い評価を得て画業は順風満帆となる。画室竹仙山房を結んで画禅三昧に過ごした。
果亭の下には菊池契月・小坂芝田・山本凌亭・青柳琴僊など多くの優れた門人が集まった。画友に長井雲坪・加藤半渓・寺崎廣業・町田曲江がいる。
果亭は音楽を好み友人の長井雲坪より月琴を手に入れ酒宴などで弾じたという。ただし日清戦争が開戦すると戦地の兵士を思い娯楽の楽器を封じたという。また小林一茶を慕い、俳句も嗜んだ。俳号を花庭とした。

## 年譜
- 天保12年（1841年）1月29日、信濃国松代藩領沓野村澁湯組（長野県下高井郡山ノ内町平穏）に生まれる。
- 弘化4年（1847年）、6歳で中村塾に通い手習いを受ける。
- 嘉永2年（1849年）、果亭8歳の書を佐久間象山は賞嘆したという。
- 安政3年（1856年）、15歳のとき、父常松を亡くすも母の命で飯山藩儒官の小野澤蕙齋に入門し経学を修める。すぐ後には松代藩士佐久間雲窓に就いて画技を研鑽した。この頃、艾山と号する。
- 安政6年（1859年）、18歳の頃、家に戻り隣村の興隆寺住職畔上楳仙から漢学・経学・禅を学び始める。
- 文久元年（1861年）、20歳でヨカ（金澤氏）と結婚。
- 元治元年（1864年）、長女蘭を授かる。果亭と号を改める。
- 慶応2年（1866年）、渋村を大火が襲い果亭の家も焼失。楳仙を通じて知己となっていた海印和尚が住持する玄峰院（現長野市篠井岡田）に身を寄せる。この頃から盛んに関東・東北を漫遊している。
- 明治2年（1869年）、楳仙が転住した龍海院（群馬県前橋市）に行く。同年、足利の田崎草雲を訪問している。
- 明治8年（1875年）、玄峰院にて画の制作。同年秋に楳仙の住持する小田原の最乗寺（神奈川県南足柄市）に奇遇し、古人の名蹟を研究し過ごす。
- 明治9年（1876年）、楳仙の勧めを受け、京都に出て田能村直入に入門。師直入は果亭の画力の高さに驚いたという。前田半田の指導を受ける。同年暮れに帰郷。
- 明治11年（1878年）、明治天皇北陸巡幸のおり長野市展覧会場にて２作品が天覧される。
- 明治12年（1879年）、星川に画室竹仙山房を建築する。
- 明治15年（1882年）、第一回内国絵画共進会に出品。褒状を得て全国的に高い評価を得る。
- 明治17年（1884年）、第二回巴里府日本美術縦覧会に出品。
- 明治19年（1886年）、第一回東洋絵画共進会に出品し銀牌受賞。宮内省御用品となる。
- 明治39年（1906年）、師直入が渋温泉の果亭を訪問。30年ぶりの再会となる。旧交を温め直入は長期滞在する。
- 大正2年（1913年）1月14日、転地療養先の小田原で胆石症のため病没。享年74。渋温泉寺に墓がある。

## 主な作品
- 「葡萄に栗鼠図」明治19年（1886年） 宮内省御用品
- 「宜煙宜雨図」明治24年（1891年） 成田山新勝寺所蔵
- 「芭蕉之図」明治34年（1901年） 最乗寺宝物庫
- 「維摩居士」玄峰院所蔵

## 脚註
1. ↑  号の果亭は、張瑞図に私淑しその号である果亭山人に因んだと考えられる。